# Llayangudi
Llayangudi is een panchayatdorp in het district Sivaganga van de Indiase staat Tamil Nadu. 

## Demografie
Volgens de Indiase volkstelling van 2001 wonen er 19.100 mensen in Llayangudi, waarvan 48% mannelijk en 52% vrouwelijk is. De plaats heeft een alfabetiseringsgraad van 76%.